# Lélio Bertani
Lélio Bertani foi um maestro italiano nascido em Brescia por volta de 1554, embora esta data seja contestada por alguns historiadores.

## Biografia
Foi aluno de G. Contino, no florescimento da escola musical fundada por este, superando seus colegas de escola junto com Luca Marenzio. Após a morte do mestre, em 1574, quando tinha 34 anos, assumiu o seu lugar como mestre de capela na catedral de Brescia, permanecendo no posto até cerca de 1590.
Durante estes anos, dedicou-se ao ensino e à publicação de algumas obras que escreveu, entre as quais:
- O primeiro livro de Madrigais a cinco vozes, PM Marchetti, Brescia 1584 (dedicado ao conde M. A. Martinengo);
- O primeiro livro de Madrigais em seis partes, A. Gardano, Veneza 1585 (dedicado ao Duque de Ferrara: inclui vinte composições, a última das quais é para 12 vozes);
- Madrigais espirituais para três vozes, V. Sabbio, Brescia 1585 (dedicado aos Jesuítas de S. Antonio em Brescia: dez madrigais são de Bertani e onze de C. Antegnati).

Entre 1586 e 1587, Bertani participou de um concurso musical promovido pelo Conde M. A. Martinengo, que, após ter escrito o texto e a música de um madrigal, convidou Bertani e os músicos mais renomados da época (incluindo Luca Marenzio, R. Giovannelli, G. M. Nanino e A. Striggio) para colocá-lo de volta na música. Os dezoito madrigais do texto único foram então coletados por A. Morsonlino e publicados em 1588 em Brescia, sob o título L’Amorosa Ero, e foram representados pelos mais famosos músicos da Itália. 
Porém, não se soube quem foi o vencedor do concurso e nem mesmo se houve premiação. A estada de Bertani em Brescia, neste período, não parece ter sido muito feliz. Desgostoso com sua cidade, Bertani passou ao serviço da corte de Ferrara onde o Duque Afonso, em sinal de admiração, lhe deu um colar de 500 escudos. A fama de sua arte e o eco de suas obras parecem ter percorrido toda a Europa pois, no final do século, o imperador Rodolfo chegou a lhe oferecer o cargo de mestre de cantores na corte de Viena. Porém, Bertani recusou a oferta e preferiu assumir, a serviço do bispo de Pádua, o posto de mestre de capela da Catedral, sucedendo G. B. Mosto.
Permaneceu no cargo até 6 de julho de 1607, quando renunciou ao cargo de professor, rezando para que "ipsam renunciationem per ipsos dominos canonicos acceptari cum bona gratia" (Pádua, Arquivos Capitulares, Acta, ano 1604, f. 273 v). Celebrado por todos os contemporâneos, famoso na Itália e no estrangeiro como músico e como professor, retornou à sua cidade natal, Brescia, onde faleceu aos setenta anos (por volta de 1624), após ter passado os últimos anos da sua vida em grande tranquilidade, compondo para as “igrejas mais devotas” e necessitadas e, finalmente, deixando todo o seu patrimônio aos pobres.

## Lista de composições
Hospedado em ChoralWiki
- Alcuno in chiaro fiume
- Ardo sì, ma non t'amo
- Bella Maga d'Amore
- Chi in piciolletta barca
- Dori à quest' ombre e l'aura
- E ne la calda Estate
- Exurge magne Deus
- Movi il tuo plettro Apollo
- O Trinitas beata
- Ricca Estate e gradita
- Se vago di morire
- Siede ne gl'occhi Amore
- Tu dormi Apollo alle fresch'ombra e l'arco
- Un' altro à la fresch' ombra[2]